# رافائيل أرغولول
رافائيل أرغولول مرغادس (1949؛ برشلونة) هو كاتب، وفيلسوف وشاعر إسباني، وأستاذ فلسفة في جامعة بومبيو فابرا، ألف أكثر من 30 كتابًا، حاصل على جائزة نادال لعام 1993، وجائزة صندوق الثقافة الاقتصادية لعام 2002، وجائزة Cálamo لعام 2010، وجائزة Ciutat de Barcelona في نفس العام.

## روابط خارجية
- الموقع الرسمي
- رافائيل أرغولول على موقع Xtec.es
- رافائيل أرغولول على موقعة جامعة بومبيو فابرا